# Endasys monticola
Endasys monticola là một loài tò vò trong họ Ichneumonidae.